# Les Petites Écolières
 Pour plus de détails, voir Fiche technique et Distribution
Les Petites Écolières est un film pornographique français réalisé par Frédéric Lansac sorti en 1980 dans les cinémas spécialisés. Le film est la deuxième meilleure recette des films X pour 1980/81.
Le film suit une tenancière de maison close, dont l'institution vient d'être fermée par la police, se reconvertit en ouvrant une pension pour jeunes filles. Dans cette école très particulière sont enseignées des matières telles que le strip-tease, le cunnilingus, la fellation ou la pénétration vaginale. Toutes les jeunes élèves ont à cœur de bien apprendre leur leçon avant l'examen final, puis le jour de la fête de fin d'année, de montrer les progrès accomplis aux membres de leur entourage enthousiastes, dans des représentations mettant en scène des personnages célèbres comme le Petit Chaperon rouge, Blanche-Neige ou la Belle au bois dormant.

## Synopsis

### La maison close
Le film débute dans une maison close. Une prostituée se fait les ongles, une autre tricote sur un canapé et une dernière tient le bar pendant que la tenancière discute avec un client lui annonçant « une surprise pour une nouvelle ». Dans la chambre, la prostituée brune voit la surprise : un homme travesti en femme (perruque, robe, bas-nylon). Elle lui prodigue alors une fellation, pendant que l’homme lui caresse la vulve. Au rez-de-chaussée, alors que la tenancière boit une coupe de champagne, débarque la police avec à sa tête le commissaire Lambri de la brigade des mœurs. Il pénètre ensuite dans la chambre au moment où l’homme est en train d’éjaculer par suite d’une masturbation par la prostituée. Il reconnait en le client Monsieur Landrieux, directeur des usines homonymes et lui demande de le suivre. La prostituée consulte alors la page des petites annonces. Après que la tenancière a demandé au commissaire ce qu’elle va devenir, celui-ci répond qu’« il parait qu’il y a un malaise dans l’éducation nationale » et lui conseille d’ouvrir un établissement scolaire.

### L’accueil à l’école privée
Quelques semaines plus tard, quatre jeunes filles passent le portail de l’école privée ouverte par l'ancienne tenancière : Suzy est déposée en voiture par son petit ami pendant que les trois autres arrivent en même temps à pied. A l’intérieur, les quatre filles sont sèchement accueillies par le surveillant qui leur demande de regagner leurs places dans la classe. « Madame », la directrice, entre alors dans la salle et leur présente Monsieur Lambert, professeur adjoint, et Monsieur Charles, surveillant général, une règle à la main. La directrice lit alors les fiches de présentation des filles : « Suzie, elle n’est pas maladroite, mais d’après Franck son ami pourrait faire mieux » ; « Claudia , un cas, presque 20 ans et encore vierge. Pour son fiancé, c’est une anomalie qu’il aimerait voir corriger. A peur des hommes » ; « Nathalie, comédienne débutante, a compris que pour devenir une pro, elle doit devenir aussi une experte en tous genres » ; « Nanette, ancien professeur de gymnastique a décidé de changer de profession, et pour ce faire s’est inscrite aux cours privés de la pension Mimosas ». La directrice, après leur avoir annoncé sa fierté et celle de ses collègues de compter les filles parmi leurs premières élèves, leur demande de sortir leurs cahiers pour la première leçon.

### Le premier cours
La directrice explique comment se déshabiller tout en effectuant un strip-tease : elle est alors totalement nue excepté ses bas-nylon et ses chaussures. Puis elle montre aux filles comment réaliser une fellation avec l’aide de Monsieur Lambert assis sur un canapé. Elle passe ensuite « aux choses sérieuses » et vient chevaucher le sexe de Lambert, de dos, tout en regardant ses élèves. Les filles prennent des notes et Claudia qui à un moment rêvasse se fait réprimander par le surveillant. La leçon prend fin avec l’éjaculation de Lambert sur le sexe de la directrice.

### Le repas de midi
A midi, les quatre filles sont réunies autour d’une table pour le dîner, tout en parlant de leur premier cours et de la performance de la directrice. Alors que Claudia avoue que « la grosse de Monsieur Lambert doit faire mal », entre le surveillant qui la dispute pour exciter ses camarades et pour ses mains tâchées de stylo à bille, car pas suffisamment frottées. Il prend alors une des mains de la jeune fille pour qu’elle la frotte sur son sexe à travers le pantalon pour s’améliorer. Il libère ensuite les filles pour la récréation avant la reprise des cours de l’après-midi, excepté Claudia qu’il garde pour « un cours d’avance sur ses camarades » : debout à côté d’elle, il se fait masturber par l’écolière jusqu’à qu’il éjacule dans son assiette.

### Le cours de l’après-midi
L’après-midi est consacrée aux travaux pratiques d’après les leçons théoriques du matin. Suzie donne une fellation à Monsieur Lambert, sous les conseils de la directrice, et devant ses trois camarades et le surveillant. Mais comme Suzie s’y prend mal, Madame, après lui l'avoir sermonnée par « ça n’est pas du chewing-gum », prend le relais, en invitant les trois autres filles à venir voir de plus près, jusqu’à l’éjaculation finale dans sa bouche.

### Le dortoir
Le soir les quatre filles s’amusent et rient dans leur chambre sur leur lits séparés par des rideaux. Le surveillant vient alors leur demander de dormir pour être en forme pour leur « grosse journée » du lendemain. Durant la nuit, pendant que ses trois camarades dorment, Nathalie, sur son lit se masturbe d’une main tout en caressant de l'autre l’un de ses seins. Puis elle se lève et s’approche de Claudia qui se réveille alors. Puis, à la suite de la question de Nathalie sur son entretien avec le « surgé », Claudia déclare que « c’était chaud ». Nathalie lui rétorque alors « tu aimes quand c’est chaud » et commence par caresser et à lécher le sexe de Claudia. Les gémissements de cette dernière réveillent les deux autres filles et attirent la directrice dans la chambre qui administre une fessée à Nathalie, tout en déclarant qu’ « il n’est pas prévu de cours du soir. » et qu’elle doit punir Nathalie.

### La punition
Dans la chambre de la directrice, la punition de Nathalie consiste à rester debout, nue, bâillonnée et les mains attachées dans le dos, en se caressant le sexe, devant la directrice, qui, la nuisette ouverte, se caresse le corps puis le sexe sur son lit. A la fin, cette dernière annonce que « les cours sont spéciaux et les punitions aussi ».

### Le plombier
Pendant que Madame lit aux élèves des extraits d’un livre consacré « à l’importance du sexe dans l’histoire du monde », un plombier entre par erreur dans la salle de classe, alors qu’il cherchait la salle de bains. La directrice annonce alors aux filles « des exercices pratiques ». Les filles se lèvent tout en commençant à se déshabiller et se dirigent vers le plombier malgré les protestations de ce dernier. Les filles lui ôtent alors tous ses vêtements, avant de lui faire chacune à son tour une fellation sur le canapé à laquelle se joindra aussi la directrice. Ayant les plus gros seins des quatre filles, Nathalie lui pratiquera en plus une branlette espagnole. Puis, pendant que Claudia se masturbe sur le canapé, le plombier prend Nathalie en levrette pendant que les deux autres filles lui caressent les seins. Puis tous deux couché au sol sur le côté, il pénètre Nanette de dos et éjacule dans son vagin. Puis sous les menaces de renvoi par la directrice si elle ne s’exécute pas, Claudia chevauche de dos le plombier sur le canapé, marquant ainsi son premier rapport sexuel. Le plombier éjacule, pour la seconde fois, sur le sexe de celle-ci. Rhabillé, il se fait ensuite raccompagner par les quatre filles nues et la directrice jusqu’au portail de l’école.

### Le week-end
Les filles rentrent chez elles pour le week-end. Suze monte dans la voiture de son fiancé qui l’attendait à la sortie de l’école et commence par lui donner tout de suite une fellation, sous prétexte de « se plonger dans ses devoirs » comme l’a demandé Madame.

### L’examen final
De retour de week-end, les quatre filles, inquiètes, prennent leur repas avant l’examen final, rassurée par Monsieur Charles, le surveillant.
La première épreuve consiste pour elles à se masturber et à se caresser les seins, chacune devant son pupitre, le chemisier ouvert et la jupe relevée, pendant que Madame, Monsieur Charles et Monsieur Lambert notent chacun leurs prestations sur un calepin.
Le deuxième épreuve consiste à pratiquer une fellation : deux par deux, les filles s’activent avec Monsieur Charles et Monsieur Lambert assis sur le canapé : Nathalie avec Charles et Suzie avec Lambert, puis Nanette avec Charles et Claudia avec Lambert. La prestation est notée par Madame, assise sur le bord du canapé. Charles éjacule dans la bouche de Nathalie et Lambert après masturbation par Claudia.
La troisième épreuve consiste en une pénétration vaginale par Eric, un beau jeune homme brun présenté à la classe qui a un rapport sexuel avec chaque fille sur son pupitre respectif pendant que Madame, Charles et Lambert notent leurs façons de montrer leurs plaisirs : Eric pénètre Claudia et Suzie par devant, puis Nanette et Natalie par derrière. Eric éjacule avec cette dernière. Puis, assises devant la piscine, les quatre filles attendent anxieusement leurs résultats : Madame leur annonce « qu’après de longues délibérations, elles sont toutes reçues avec les félicitations du jury », les rendant folles de joie.

### La fête de l’école
Quelques jours plus tard, à l’occasion de la fête de l’école les quatre jeunes files jouent des saynètes pornographiques adaptées de contes pour enfant, devant un public composés d’une dizaine d’hommes.

#### Le Petit Chaperon rouge et Blanche-Neige
Le premier tableau reprend Le Petit Chaperon rouge : une personne avec un masque de loup est couché dans un lit. Le Petit Chaperon rouge (joué par Suzy) arrive et prenant le loup pour sa grand-mère lui déclame les célèbres répliques « Oh grand-mère comme vous avez-de grands… » (oreilles, yeux, nez) avec les réponses correspondantes de l'animal, mais se terminant par une variante « comme vous avez » interrompue quand le chaperon soulève le drap pour voir le sexe du canidé qui répond « c’est pour mieux te contenter mon enfant ». Après que ce dernier l’a rassurée en lui demandant de s’approcher, le chaperon lui procure une fellation au cours de laquelle apparait Blanche-Neige (jouée par Claudia) qui annonce se lasser des nains et préfère voir le loup. Elle partage alors la fellation avec le Chaperon rouge. Cette dernière se lève ensuite et plaçant son entrejambe au-dessus du visage du loup, enfonce le long nez de ce dernier dans son vagin, pendant que Blanche-Neige continue la fellation. Puis les deux héroïnes échangent deux fois leurs positions, avant de terminer toutes deux par des coups de langue simultanés sur le sexe du loup. Les trois protagonistes saluent alors le public qui les acclame, et dans le rôle du loup sans masque, reconnait Monsieur Lambert.

#### Peter Pan
Le second tableau reprend Peter Pan. Sur le pont d’un bateau, l'indienne Lilly la tigresse (jouée par Nanette) et attachée à un poteau alors qu’arrive le capitaine Crochet (joué par Monsieur Charles). Celui-ci soulève les vêtements de la prisonnière pour apercevoir ses charmes, avant de lui retirer sa jupe. Il lui caresse alors le sexe avec son crochet, avant de lui faire l’amour en levrette, malgré les protestations de la jeune fille qui appelle Peter Pan à l’aide. La scène se termine par l’éjaculation du capitaine Crochet sur la cuisse de la prisonnière au moment où la voix de Peter Pan annonce « J'arrive ».

#### La Belle au bois dormant
Le troisième tableau reprend La Belle au bois dormant. Sur un lit, la belle (jouée par Nathalie) est plongée dans un profond sommeil quand arrive le prince charmant (joué par Eric). Celui-ci essaye par tous les moyens de la réveiller mais sans succès : baiser, cunnilingus sur le clitoris avec pénétration d’un doigt dans le vagin, masturbation de son pénis sur les seins. La belle est enfin réveillé par l’éjaculation du prince sur sa poitrine et son visage, lequel plonge alors son sexe dans la bouche de la princesse qui continue la fellation avec un grand plaisir.

#### Le lot de la tombola
Monsieur Charles procède alors au tirage de la tombola : Frank, le numéro 23 gagnant, a le privilège de participer au dernier tableau qui commence par Madame la directrice assise sur une chaise, en bas nylon, les cuisses écartées laissant voir son sexe, avec comme couvre-chef un chapeau noir à plumes et demandant à haute voix si le « numéro 23 sera à la hauteur ». Ce dernier arrive alors et Madame lui prodigue une fellation tout en restant assise. Puis, une jambe relevée, elle se fait pénétrer par derrière. Le coït est interrompu quand Monsieur Lambert lui chuchote quelque chose à l’oreille. Madame déclare alors au public qu’ils ont « un petit problème technique à résoudre tout de suite ».

#### Le commissaire s'invite à la fête
Le problème est en réalité la venue du commissaire Lambri qui annonce à la directrice, rhabillée dans son bureau, qu’on lui a parlé de la présence de jeunes filles dans l’établissement. Cette dernière se justifie par le panneau à l’entrée « cours privés Mimosas », mise en place selon ses conseils. Elle invite alors le policier à la fête de l’école et l’emmène dans la salle de spectacle où « Le Petit Chaperon rouge », « Blanche-Neige », « Cendrillon » et « Lilly la tigresse » sont assises sur scène, récitant à leur tour, chacune un exemplaire du livre à la main, des extraits de La Légende des siècles de Victor Hugo, le roi défiant et le roi abject, devant le public masculin attentif. Cependant, après avoir circulé parmi les rangées des spectateurs et observé leurs entrejambes, le policier annonce que « ces messieurs semblent apprécier le spectacle » car « ils bandent » et qu’il est forcé de fermer le cours Mimosas. Quand la directrice lui demande ce qu’elle va devenir, le commissaire répond cette fois qu' « il parait qu’il y a un malaise dans l’industrie du cinéma », et lui conseille d'ouvrir une maison de production.

## Fiche technique
Sauf indication contraire, les informations mentionnées dans cette section peuvent être confirmées par les bases de données cinématographiques  présentes dans la section « Liens externes ».
- Titre : Les Petites Écolières
  - Titres secondaires[Quoi ?] :  La Rentrée des classes, Leçons privées, Internat d'amour[3]
- Réalisation : Frédéric Lansac
  - Assistants réalisation : Dominique Aveline et Didier Philippe-Gérard
- Scénario : Frédéric Lansac
- Musique : Thomas Verchet
- Photographie : François About
  - Assistant caméra : Thierry Arbogast
- Montage : Pitof
- Production : Francis Mischkind et Jean-Luc Brunet
- Société de production : F.F.C.M.
- Société de distribution : Alpha France
- Pays de production :  France
- Langue originale : français
- Genre : pornographique
- Durée : 1h30
- Date de sortie : 29 octobre 1980[4]

## Distribution
Sauf indication contraire, les informations mentionnées dans cette section peuvent être confirmées par les bases de données cinématographiques  présentes dans la section « Liens externes ».
Par ordre d'apparition à l'écran
- Karine Gambier : la prostituée qui se fait les ongles (ne joue pas de scène pornographique[2])
- Brigitte Lahaie : Madame, la tenancière de maison close, puis directrice d'école
- Marilyn Jess : la fille en perruque noire
- Tony Morena : Monsieur Landrieux, le client travesti
- Hubert Géral : le commissaire Lambris (ne joue pas de scène pornographique)
- Jane Baker (seulement créditée sous le nom de Jane) : Nathalie, la blonde
- Élodie Delage : Nanette, la rousse aux cheveux courts
- Céline Galone (seulement créditée sous le nom de Céline) : Claudia, la rousse aux cheveux longs
- Cathy Stewart : Suzy, la brune
- Alban Ceray : Monsieur Lambert, professeur adjoint
- Dominique Aveline (crédité sous le nom de Dominique Avelyne) : Monsieur Charles, surveillant général
- Jack Gatteau : le plombier
- Gil Lagardère : Éric, le jeune homme lors de l'examen final et de la fête de l'école
- Guy Bérardant : Frank, le gagnant à la tombola lors de la fête de l'école

## Autour du film

### Scènes pornographiques
Contrairement à la structure classique d'un film pornographique, qui alterne scènes pornos et scènes « non porno » (qui font avancer l'intrigue), les actes explicites de ce film ne se dissocient pas clairement du déroulement scénaristique.
Par exemple, au rez-de-chaussée de la maison close, l'une des résidentes (Karine Gambier) interpelle la maîtresse de maison (Brigitte Lahaie) : « Il parait qu’il y a une nouvelle ? » Réponse affirmative de cette dernière et, pendant ce temps, la nouvelle (Marilyn Jess) prodigue une fellation à un client. Après l'intervention de la police, elle continue la lecture de sa revue, interrompue par la venue dudit client, mais cette fois à la rubrique « petites annonces ».

### Dernier film pornographique de Brigitte Lahaie
Ce film pornographique est le dernier du genre auquel ait participé Brigitte Lahaie. Elle y apparaît légèrement en retrait, laissant le devant de la scène à d'autres actrices. La première scène pornographique du film, au cours de laquelle Karine Gambier pose la question « Il parait qu’il y a une nouvelle ? », peut ainsi être lue comme une passation de flambeau de l'ancienne star à Marilyn Jess la nouvelle. On notera toutefois que cette dernière exerçait déjà le métier depuis un certain temps et que Brigitte ne faisait donc que lui laisser la place après une rivalité de bon aloi.

### Débuts
Le directeur de la photographie Thierry Arbogast, alors au début de sa carrière professionnelle, a participé à la création de ce film en tant que deuxième chef opérateur. Ce sont également les débuts de carrière de Pitof, qui a monté le film.